# Harrijärvi (sjö i Finland, Lappland, lat 69,32, long 27,58)
Harrijärvi är en sjö i Finland. Den ligger i kommunen Enare i landskapet Lappland, i den norra delen av landet, 1 000 km norr om huvudstaden Helsingfors. Harrijärvi ligger 213,9 meter över havet. Arean är 66,3 hektar och strandlinjen är 9,57 kilometer lång. Sjön  ingår i Pasvik älvs huvudavrinningsområde.   
I övrigt finns följande vid Harrijärvi:
- Tupajärvi (en sjö)
- Reppänäjärvet (sjöar)